# إدوارد أ. برادفورد
إدوارد أ. برادفورد (بالإنجليزية: Edward A. Bradford)‏ هو محامي أمريكي، ولد في 17 سبتمبر 1813 في Plainfield, Connecticut ‏ في الولايات المتحدة، وتوفي في 22 نوفمبر 1872 في باريس في فرنسا.